# 2012-es Mexikó-rali
A 2012-es Mexikó-rali (hivatalosan: Rally Guanajuato México 2012) volt a 2012-es rali-világbajnokság harmadik versenye. Március 8. és 11. között került megrendezésre. 24 gyorsasági szakaszból állt volna a verseny, de két szakaszt töröltek, így csak 22 gyorsasági szakaszon futottak, melyek össztávja 383,13 kilométert tett ki. A 27 indulóból 19 ért célba.

## Szakaszok
| Nap               | Szakasz | Rajtidő | Szakasz neve                     | Hossz    | Győztes                       | Idő             | Átlagsebesség   | Versenyben vezető  |
| ----------------- | ------- | ------- | -------------------------------- | -------- | ----------------------------- | --------------- | --------------- | ------------------ |
| 1. (Március 8-9.) | 1.      | 20:09   | DC Shoes Guanajuato Street Stage | 1.05 km  | Petter Solberg                | 53.7            | 70.39 km/h      | Petter Solberg     |
| 1. (Március 8-9.) | 2.      | 8:08    | El Cubilete 1                    | 22.12 km | Mikko Hirvonen                | 13:23.6         | 99.09 km/h      | Mikko Hirvonen     |
| 1. (Március 8-9.) | 3.      | 9:06    | Las Minas 1                      | 15.21 km | Jari-Matti Latvala            | 11:22.9         | 80.18 km/h      | Jari-Matti Latvala |
| 1. (Március 8-9.) | 4.      | 9:47    | Los Mexicanos 1                  | 9.76 km  | Sébastien Loeb                | 7:53.3          | 74.24 km/h      | Jari-Matti Latvala |
| 1. (Március 8-9.) | 5.      | 10:08   | Ortega 1                         | 23.69 km | Sébastien Loeb                | 14:08.7         | 100.49 km/h     | Mikko Hirvonen     |
| 1. (Március 8-9.) | 6.      | 13:36   | El Cubilete 2                    | 22.12 km | Jari-Matti Latvala            | 13:11.8         | 101.86 km/h     | Sébastien Loeb     |
| 1. (Március 8-9.) | 7.      | 14:34   | Las Minas 2                      | 15.21 km | Jari-Matti Latvala            | 11:03.1         | 82.58 km/h      | Sébastien Loeb     |
| 1. (Március 8-9.) | 8.      | 15:15   | Los Mexicanos 2                  | 9.76 km  | Jari-Matti Latvala            | 7:43.6          | 75.79 km/h      | Sébastien Loeb     |
| 1. (Március 8-9.) | 9.      | 15:36   | Ortega 2                         | 23.69 km | szakasz törölve               | szakasz törölve | szakasz törölve | Sébastien Loeb     |
| 1. (Március 8-9.) | 10.     | 17:24   | Monster Street Stage Leon        | 1.23 km  | Sébastien Loeb                | 1:16.4          | 57.96 km/h      | Sébastien Loeb     |
| 1. (Március 8-9.) | 11.     | 20:13   | Super Special 1                  | 2.21 km  | Nászer el-Attija              | 1:39.5          | 79.96 km/h      | Sébastien Loeb     |
| 1. (Március 8-9.) | 12.     | 20:18   | Super Special 2                  | 2.21 km  | Chris Atkinson                | 1:38.3          | 80.94 km/h      | Sébastien Loeb     |
| 2. (Március 10.)  | 13.     | 6:54    | Ibarrilla 1                      | 29.90 km | Jari-Matti Latvala            | 18:01.4         | 99.54 km/h      | Sébastien Loeb     |
| 2. (Március 10.)  | 14.     | 8:12    | Otates 1                         | 41.88 km | Sébastien Loeb                | 30:19.9         | 82.84 km/h      | Sébastien Loeb     |
| 2. (Március 10.)  | 15.     | 11:06   | Ibarrilla 2                      | 29.90 km | Sébastien Loeb                | 17:55.3         | 100.10 km/h     | Sébastien Loeb     |
| 2. (Március 10.)  | 16.     | 12:24   | Otates 2                         | 41.88 km | Jari-Matti Latvala            | 29:54.7         | 84.01 km/h      | Sébastien Loeb     |
| 2. (Március 10.)  | 17.     | 15:30   | Comanjilla 1                     | 17.91 km | Jari-Matti Latvala            | 10:21.1         | 103.81 km/h     | Sébastien Loeb     |
| 2. (Március 10.)  | 18.     | 16:45   | Super Special 3                  | 4.42 km  | Petter Solberg Sébastien Loeb | 3:14.3          | 81.89 km/h      | Sébastien Loeb     |
| 2. (Március 10.)  | 19.     | 16:50   | Super Special 4                  | 2.21 km  | szakasz törölve               | szakasz törölve | szakasz törölve | Sébastien Loeb     |
| 2. (Március 10.)  | 20.     | 17:23   | Comanjilla 2                     | 17.91 km | Jari-Matti Latvala            | 10:13.7         | 105.06 km/h     | Sébastien Loeb     |
| 3. (Március 11.)  | 21.     | 9:30    | Super Special 5                  | 4.42 km  | Thierry Neuville              | 3:12.5          | 82.7 km/h       | Sébastien Loeb     |
| 3. (Március 11.)  | 22.     | 10:33   | Guanajuatito                     | 54.3 km  | Mikko Hirvonen                | 36:30.7         | 89.2 km/h       | Sébastien Loeb     |
| 3. (Március 11.)  | 23.     | 12:06   | Derramadero                      | 10.58 km | Sébastien Loeb                | 7:14.9          | 87.6 km/h       | Sébastien Loeb     |
| 3. (Március 11.)  | 24.     | 13:18   | VW Power Stage                   | 5.46 km  | Petter Solberg                | 3:11.4          | 102.7 km/h      | Sébastien Loeb     |

## Végeredmény
| Helyezés | Versenyző         | Navigátor            | Autó                       | Idő       | Különbség | Pont |
| -------- | ----------------- | -------------------- | -------------------------- | --------- | --------- | ---- |
| 1.       | Sébastien Loeb    | Daniel Elena         | Citroën DS3 WRC            | 4:15:32.7 | 0.0       | 27   |
| 2.       | Mikko Hirvonen    | Jarmo Lehtinen       | Citroën DS3 WRC            | 4:16:15.1 | +42.4     | 18   |
| 3.       | Petter Solberg    | Chris Patterson      | Ford Fiesta RS WRC         | 4:17:44.1 | +2:11.4   | 18   |
| 4.       | Mads Østberg      | Jonas Andersson      | Ford Fiesta RS WRC         | 4:20:24.2 | +4:51.5   | 13   |
| 5.       | Ott Tänak         | Kuldar Sikk          | Ford Fiesta RS WRC         | 4:20:35.3 | +5:02.6   | 10   |
| 6.       | Nászer el-Attija  | Giovanni Bernacchini | Citroën DS3 WRC            | 4:22:14.1 | +6:41.4   | 8    |
| 7.       | Armindo Araújo    | Miguel Ramalho       | Mini John Cooper Works WRC | 4:28:19.6 | +12:46.9  | 6    |
| 8.       | Sébastien Ogier   | Julien Ingrassia     | Škoda Fabia S2000          | 4:30:30.5 | +14:57.8  | 4    |
| 9.       | Ken Block         | Alex Gelsomino       | Ford Fiesta RS WRC         | 4:37:59.5 | +22:26.8  | 2    |
| 10.      | Ricardo Triviño   | Àlex Haro            | Ford Fiesta RS WRC         | 4:39:03.4 | +23:30.7  | 1    |
| PWRC     |                   |                      |                            |           |           |      |
| 1. (11.) | Benito Guerra     | Borja Rozada         | Mitsubishi Lancer Evo X    | 4:39:26.1 | 0.0       | 25   |
| 2. (12.) | Nicolás Fuchs     | Fernando Mussano     | Mitsubishi Lancer Evo X    | 4:43:36.0 | 4:09.9    | 18   |
| 3. (14.) | Michał Kościuszko | Maciek Szczepaniak   | Mitsubishi Lancer Evo X    | 5:00:13.5 | 20:47.4   | 15   |
| 4. (15.) | Gianluca Linari   | Nicola Arena         | Subaru Impreza WRX STI     | 5:14:08.1 | 34:42.1   | 12   |
| 5.(16.)  | Ifj. Érdi Tibor   | Táborszki Attila     | Mitsubishi Lancer Evo X    | 5:30:29.5 | 51:03.4   | -*   |
| 6. (17.) | Rodrigo Salgado   | Diódoro Salgado      | Mitsubishi Lancer Evo IX   | 5:45:54.9 | 1:06:28.8 | 10   |
| 7. (18.) | Ramona Karlsson   | Miriam Walfridsson   | Mitsubishi Lancer Evo X    | 5:59:29.2 | 1:20:03.1 | 8    |

* Ez a csapat nem jogosult pontokra a PWRC bajnokságban.

## Szuperspeciál (Power Stage)
| Helyezés | Versenyző      | Idő    | Különbség | Átlagsebesség | Pont |
| -------- | -------------- | ------ | --------- | ------------- | ---- |
| 1        | Petter Solberg | 3:11.4 | 0.0       | 102.7 km/h    | 3    |
| 2        | Sébastien Loeb | 3:12.9 | +1.5      | 101.9 km/h    | 2    |
| 3        | Mads Østberg   | 3:14.1 | +2.7      | 101.3 km/h    | 1    |